# Чъби
В англоезичната гей култура чъби (от английски: chubby – топчест, дундьо) e хомосексуален или бисексуален мъж с наднормено тегло или затлъстяване, който се идентифицира като част от Мечешкото движение. Може да бъде окосмен или бръснат. Има известно припокриване между чъби и мечок, но въпреки това чъби мъжете имат свое собствено Чъби движение, в рамките на Мечешкото движение. Общността има собствени видове социални събития и тематични барове, които събират на едно място чъбита с цел да общуват помежду си и да развиват общността. През последните няколко години по света се организират големи чъби срещи. В Европа ежегодно се провежда „European Big Men's Convergence“, като всяка година събитието гостува в различен град и се организира от местните чъби и мечешки клубове.